# Faenza
Faenza is een stad in de Italiaanse provincie Ravenna in de regio Emilia-Romagna. De stad telde eind 2018 tussen 58.500 en 59.000 inwoners.
De in de plaatselijke bibliotheek bewaarde Codex Faenza is een belangrijke bron van overgeleverde Ars Nova en Trecento muziek.
In de 15de eeuw was de stad bekend om haar pottenbakkerijen. De naam faience is afgeleid van haar naam.

## Demografie
Het aantal inwoners steeg in de periode 1991-2018 met 8,5% volgens ISTAT.
| Jaar | Inwo- ners |
| ---- | ---------- |
| 1991 | 54.139     |
| 2001 | 53.641     |
| 2004 | 54.749     |
| 2013 | 58.869     |
| 2018 | 58.755     |

## Geografie
De gemeente ligt op ongeveer 34 meter boven zeeniveau.
Faenza grenst aan de volgende gemeenten: Bagnacavallo, Brisighella, Castel Bolognese, Cotignola, Forlì (FC), Riolo Terme, Russi en Solarolo.

## Monumenten
- Omwalling uit de 15de eeuw.
- Kathedraal uit de 15de eeuw.
- Stadhuis, de bouw begon in de 13de eeuw en eindigde in de 15de eeuw.
- Palazzo del Podestà

## Sport
Formule 1-team RB F1 is gedeeltelijk gevestigd in Faenza.
Motorcross: Op het circuit "Montecoralli Motocross World Circuit" worden regelmatig MXGP wedstrijden gehouden.

Elk jaar wordt er een ultrarun van 100 km georganiseerd, genaamd Del Passatore.

## Galerij

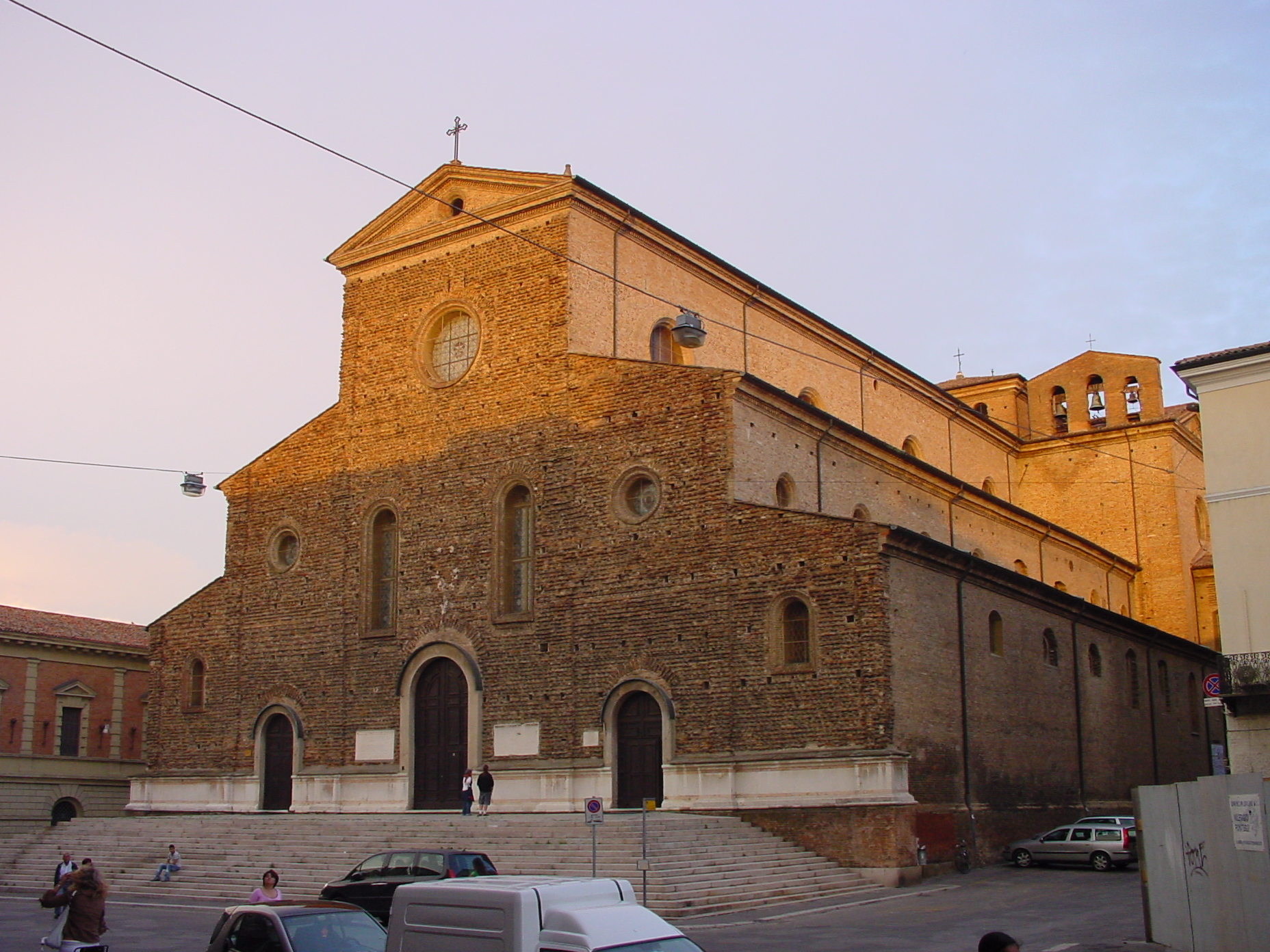
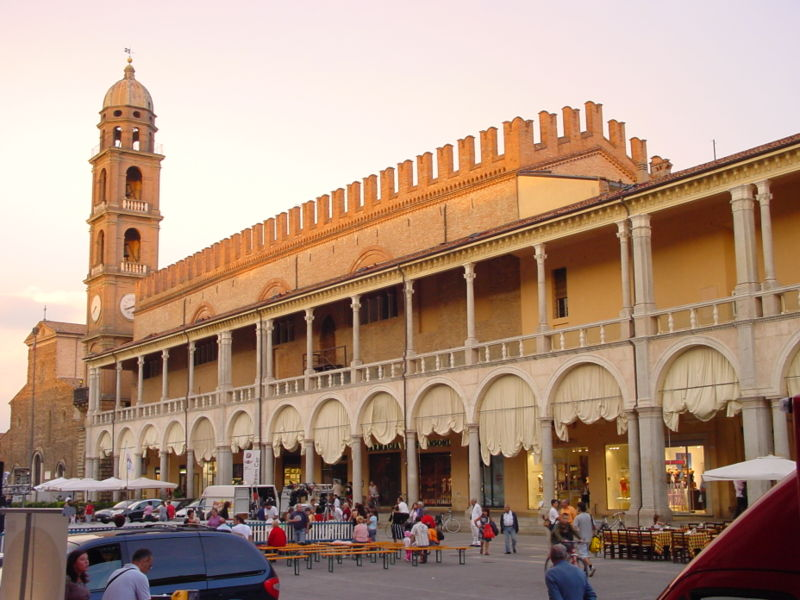
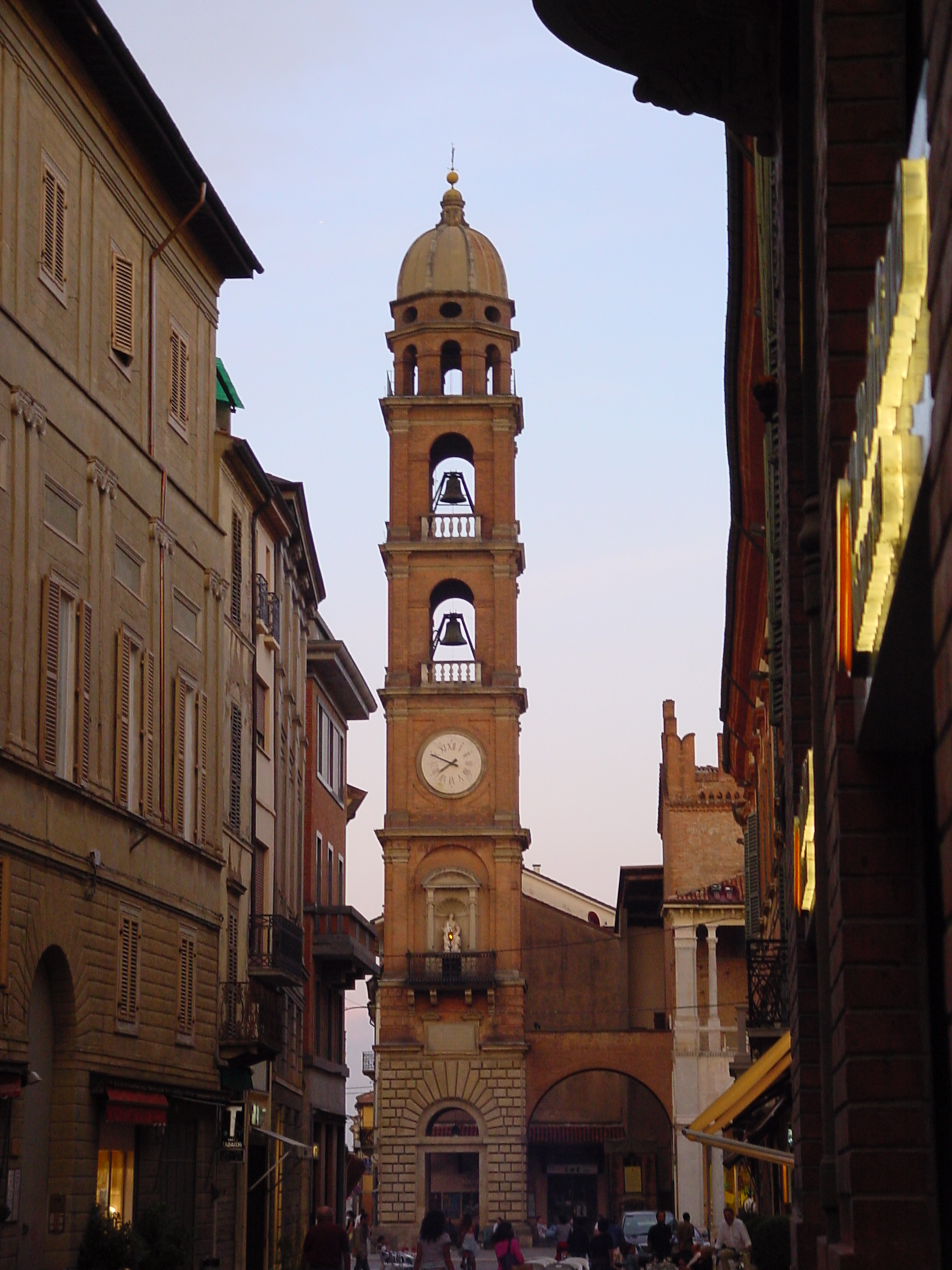
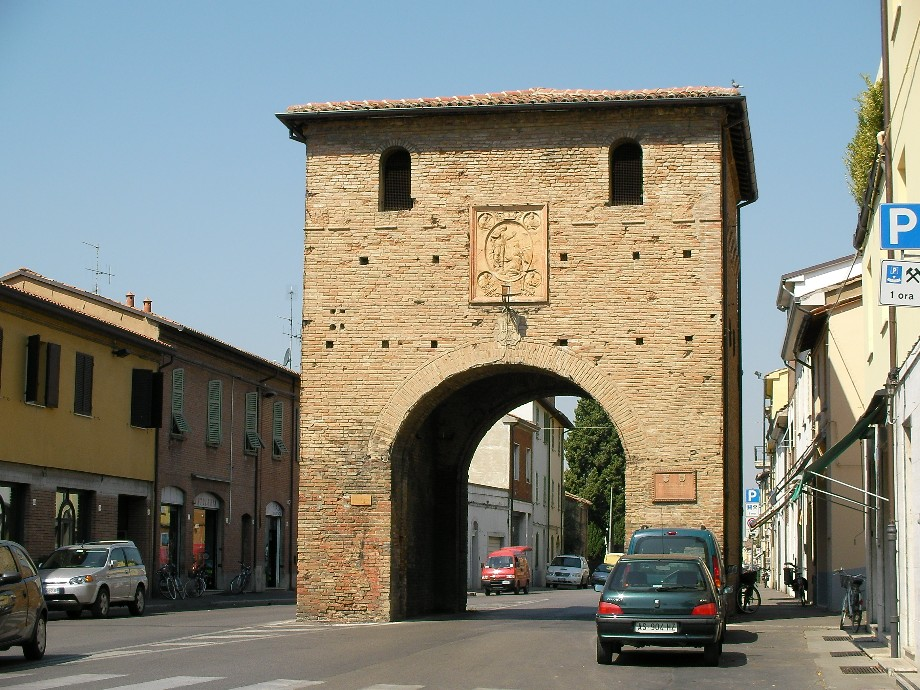
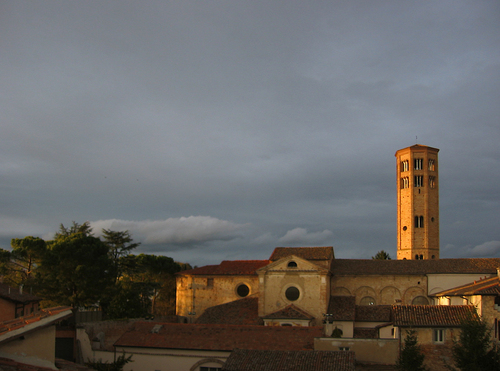
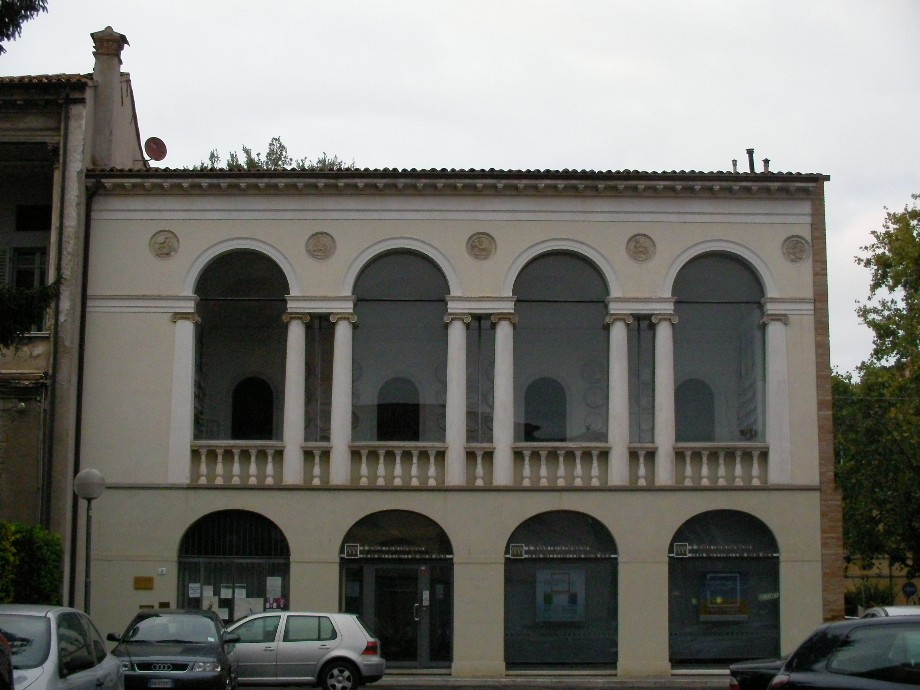

- Gemeinsame Normdatei: 4091999-7
- Library of Congress Control Number: n79075571
- MusicBrainz: 4dd69e50-3b98-4175-9066-eaf9aebe4beb
- Nationale Bibliotheek van Tsjechië: ge1155578
- Nationale Bibliotheek van Israël: 987007547818405171
- Virtual International Authority File: 312794605

Alfonsine · Bagnacavallo · Bagnara di Romagna · Brisighella · Casola Valsenio · Castel Bolognese · Cervia · Conselice · Cotignola · Faenza · Fusignano · Lugo · Massa Lombarda · Ravenna · Riolo Terme · Russi · Sant'Agata sul Santerno · Solarolo